# Wegeleben
Wegeleben település Németországban, azon belül Szász-Anhalt tartományban. Lakosainak száma 2382 fő (2023. december 31.). Wegeleben Harsleben és Ditfurt községekkel határos.

## Népesség
A település népességének változása:
| Lakosok száma | 2541 | 2507 | 2458 | 2446 | 2382 |
|               | 2017 | 2019 | 2021 | 2022 | 2023 |